# Mirko Plavšić
Mirko Plavšić (Novi Sad, SFRJ, 01.06.1987) srpski je pevač, izvođač srpske tradicionalne muzike, često ukomponovane sa modernim zvucima. 

## Biografija
Rođen je 1987. godine u Novom Sadu, u tadašnjoj SFRJ. Poreklo vuče iz Ključa, Bosna i Hercegovina, na koje je naročito ponosan. Osnovnu školu "Slavko Rodić" završio je u Bačkom Jarku. Srednju ekonomsku školu završio je u Bečeju. Od preseljenja svojih roditelja iz Ključa, Donje Sokolovo, BiH, živi u Bačkom Jarku. Zbog posla četiri godine živeo je u Štutgartu, Nemačkoj da bi se posle toga vratio u Bački Jarak, gde i sada živi.

## Početak karijere
Sa svega 16 godina Mirko Plavšić počinje ozbiljno da se bavi pevanjem i da nastupa od 2003. godine. Iako je od samog početka važio za jednog od najtraženijih muških vokala na Balkanu, odlučuje se da okuša sreću u tada popularnom takmičenju "Zvezde Granda", sezona 2007/2008. Iako se sjajno kotirao na pomenutom takmičenju, Mirko se odlučuje da karijeru gradi samostalno. 

## Karijera
U zimu 2014. godine Mirko Plavšić, snima svoj prvi cover, obradu mega hita Sinana Sakića "Da se opet rodim", malo izmenjene koncepcije od originala. Godinu dana kasnije, snima svoj prvi singl "Kakve usne ima" koji se za jako kratko vreme našao na svim muzičkim top listama u Srbiji. 
Karijera koju je uspešno i promišljeno gradio od trenutka kada je kročio na scenu i radost zbog iste, 2016. godine biva trenutno prekinuta, zbog tragične smrti Mirkove majke 
Oktobra 2017. godine Mirko obrađuje još jednu hit pesmu "Kad voljeni se rastaju", koju u originalu izvodi njegov kolega, Stanko Nedeljković Bađi.
Par meseci kasnije, u februaru 2018. godine, Mirko predstavlja publici svoj drugi singl "Ne znam gde si", a koji potpisuju hitmejkeri Milan Miletić i Saša Nikolić. Pesma je pronašla svoj put do publike vrlo brzo. 2018. godina za Mirka je bila i te kako produktivna. U junu mesecu izbaca svoj treći singl "Mesečar" dok istovremeno snima svoj prvi duet "Vesti", sa koleginicom Janom Todorović. Svoje mesto na estradnom nebu Plavšić učvršćuje iste godine, singlovima "Nije kao ja" i "Rospija". 
2019. godina je obeležila Mirkov život. U istu je ušao radno i sa novom pesmom "Malo" koju je za njega uradio kolega Peđa Medenica. 
Par meseci kasnije, Mirko snima duetsku pesmu "Manastir" sa koleginicom Aleksandrom Bursać, koja je za kratko vreme brojala milionske preglede na platformi YouTube.
Znajući koliko je njegova majka volela njegovo pevanje, bila mu podrška od prvog dana i vetar u leđa,  snima pesmu "Čuvaj se mali", koju posvećuje pokojnoj majci.
Za sledeću pesmu "Evo Đurđevdana" koju je objavio 2020. godine, Plavšić je angažovao proverenu ekipu, Sašu Lazića i Acu Krsmanovića, koji su mu radili prethodnu pesmu, ali i sledeću, 2021. godine, "Matorac".
Pesmom "Vero nevero" takođe postiže ogroman uspeh 2022. godine, kao i "Tvoja lepota", pesmom koju je predstavio publici krajem januara 2023. godine.
Sa svakom snimljenom pesmom ili coverom, tako je rasla i Mirkova popularnost, kao i potražnja za koncerte i nastupe.
Učestvovao je na svim većim, domaćim, muzičkim festivalima i kulturnim događajima, festivalima, i to uvek sa velikim uspehom. Nastupao je u Londonu, Torontu, Moskvi, Atini, Solunu, Milanu, Torinu, Trstu, Briselu, Pragu, Cirihu, Skoplju, Sofiji, Bukureštu, Ljubljani, Sarajevu i drugim svetskim gradovima. 

## Diskografija
- 2015 - Kakve usne ima
- 2018 - Ne znam gde si ti
- 2018 - Mesečar
- 2018 - Vesti (feat Jana)
- 2018 - Nije kao ja
- 2018 - Rospija
- 2019 - Malo
- 2019 - Manastir (feat Aleksandra Bursać)
- 2019 - Čuvaj se mali
- 2020 - Evo Đurđevdana
- 2021 - Matorac
- 2022 - Vero nevero
- 2023 - Tvoja lepota
- 2024 - E moj kume
- 2024 - Kome ćeš ti majka biti

## Spoljašnje veze
- Discogs
- Republika.rs
- Balkan-stars